# Proszę nie pukać
Proszę nie pukać (ang. Don’t Bother to Knock) – amerykański dramat oparty na powieści Charlotte Armstrong z Marilyn Monroe w roli głównej.

## Obsada
- Marilyn Monroe - Nell Forbes
- Richard Widmark - Jed Towers
- Anne Bancroft - Lyn Lesile
- Donna Corcoran - Bunny Jones
- Jeanne Cagney - Rochelle
- Lurene Tuttle - Ruth Jones
- Elisha Cook Jr. - Eddie Forbes
- Jim Backus - Peter Jones
- Verna Felton - Pani Emma Ballew
- Willis Bouchey - Barman Joe
- Don Beddoe - Pan Ballew

## Fabuła
Nell Forbes (Marilyn Monroe) po nieudanej próbie samobójczej trafia do szpitala psychiatrycznego. Niedługo po jego opuszczeniu  zostaje zatrudniona jako opiekunka do dziecka przez bogate małżeństwo. Rodzina nie zna jednak przeszłości kobiety. Nell zostaje zauważona przez jednego z sąsiadów Jeda Towersa (Richard Widmark), którego pod wpływem załamania psychicznego bierze za swojego  dawnego narzeczonego. Chora kobieta początkowo nie wzbudza niepokoju swoim zachowaniem, lecz w pewnym momencie zaczyna zagrażać  sobie i swojej podopiecznej.